# Парфёново (Костромская область)
Парфёново — упразднённая деревня в Ореховском сельском поселении Галичского района Костромской области России. Исключена из учётных данных в 2024 году.

## География
Деревня расположена на берегу ручья Котелок или речки Черчевки.

## Население
| 2008 | 2010 | 2012 | 2014 |
| ---- | ---- | ---- | ---- |
| 1    | ↘0   | ↗1   | →1   |

## История
Согласно Спискам населённых мест Российской империи в 1872 году деревня относилась к 1 стану Галичского уезда Костромской губернии, причём, вместе с деревнями Тросново, Валово, Павлово, Малое Митино, сельцами Бизяево и Новинское имела общее название Углец. В деревне Парфёново числилось 4 двора, проживало 12 мужчин и 17 женщин.
Согласно переписи населения 1897 года в деревне проживало 28 человек (12 мужчин и 16 женщин).
Согласно Списку населённых мест Костромской губернии в 1907 году деревня относилась к Котельской волости Галичского уезда Костромской губернии. По сведениям волостного правления за 1907 год в ней числилось 5 крестьянских дворов и 25 жителей. Основными занятиями жителей деревни, помимо земледелия, были плотницкий промысел и работа пастухами.
До муниципальной реформы 2010 года деревня также входила в состав Ореховского сельского поселения.